# Escut de Vilanova i la Geltrú
L'escut oficial de Vilanova i la Geltrú (Garraf) té el següent blasonament:
Escut caironat truncat: 1r d'atzur, un castell d'or obert; 2n d'or, 4 pals de gules. Per timbre, una corona mural de vila.

## Història
Va ser aprovat el 6 de setembre del 1994 i publicat en el DOGC el 19 del mateix mes amb el número 1949.
L'escut de la vila presenta tradicionalment el castell de la Geltrú (del segle XI) i les armes reials de Catalunya, en record de la jurisdicció de la Corona sobre la localitat. La carta municipal fou concedida per Jaume I el 1274, i Vilanova de Cubelles va esdevenir un «carrer de Barcelona» (una vila amb els mateixos drets que la capital) per privilegi atorgat per Alfons IV el 1418.
Està relacionat amb l'escut de Cubelles.